# Rhamphomyia hercynica
Rhamphomyia hercynica är en tvåvingeart som beskrevs av Oldenberg 1927. Rhamphomyia hercynica ingår i släktet Rhamphomyia och familjen dansflugor. Inga underarter finns listade i Catalogue of Life.